# Греблево
Греблево — деревня в Калининском районе Тверской области. Относится к Бурашевскому сельскому поселению. До 2006 года входила в состав Андрейковского сельского округа.
Расположена южнее Твери, между линией Октябрьской железной дороги (платформа Лазурная — в 1 км) и Тверской объездной дорогой (автодорога «Москва — Санкт-Петербург»), в 3 км к юго-востоку от посёлка имени Крупской. Ближайшие деревни — Кольцово (на востоке) и Белавино (на юге).
Население по переписи 2002 — 18 человек, 6 мужчин, 12 женщин.

## История
В Списке населенных мест 1859 года значится владельческая деревня Граблево, 9 дворов, 83 жителя. Во второй половине XIX — начале XX века деревня Греблево относилась к Щербининскому приходу Никулинской волости Тверского уезда.
В 1930-40-х годах деревня была центром Греблевского сельсовета в составе Калининского района Калининской области. В 1960-80-х годах в составе Андрейковского сельсовета.
В 1997 году — 15 хозяйств, 24 жителя.